# Rhinella iserni
Rhinella iserni är en groddjursart som först beskrevs av Jiménez de la Espada 1875.  Rhinella iserni ingår i släktet Rhinella och familjen paddor. IUCN kategoriserar arten globalt som otillräckligt studerad. Inga underarter finns listade i Catalogue of Life.